# Insigne des combats maritimes de la Luftwaffe
L'insigne des combats maritimes de la Luftwaffe, (en allemand, Seekampfabzeichen der Luftwaffe), est une décoration militaire allemande du Troisième Reich. Elle fut créée le 27 novembre 1944 à la demande de l'Oberbefehlshaber der Luftwaffe Hermann Göring pour récompenser les personnels militaires ou civils appartenant aux unités des navires de la Luftwaffe, ou des unités de sauvetage en mer par voie maritime ou aérienne.

## Attribution
L'obtention de cet insigne était attribué selon les critères suivants :
- Pour les équipages de navires
  - 60 jours de mer en mer du Nord ou 20 jours en Méditerranée
- Pour les équipages aériens
  - 10 jours de mission maritime avec un sauvetage réussi
  - 20 jours de mission maritime avec une mission de sauvetage

## Description
L'insigne est composé d'une couronne de feuilles de chêne ovale surmontées d'un aigle en vol tenant entre ses serres un swastika.
Le motif au centre représente un navire avec du gîte en métal noir muni d'un cordage et d'une cheminée qui fume.
Cette décoration n'a probablement jamais été distribuée, et serait restée qu'en état de prototype.

## Port
L'insigne devait être porté sur la poche gauche de la veste (ou de la chemise) sous la croix de fer, si celle-ci est présente.

## Après-guerre
Conformément à la loi sur les titres, ordres et décorations du 26 juillet 1957, le port de l'Insigne des combats maritimes de la Luftwaffe dans la version du Troisième Reich dans la République fédérale d'Allemagne a été autorisé, à condition que la Svastika (croix gammée) soit enlevée.